# Tai nyelvek
A tai nyelvek a tai-kadai nyelvcsaládhoz tartoznak. Összesen kb. 80 millió ember beszéli anyanyelvként valamelyiket közülük.
Három fő csoportja: délnyugati, középső és északi:
- Észak-Tai (5 nyelv Dél-Kínában, kb. 12 millió ember)
- Közép-Tai (6 nyelv Dél-Kínában és Észak-Vietnámban, kb. 6 millió ember)
- Délnyugat-Tai (30 nyelv Délkelet-Ázsiában, kb. 60 millió ember)

A délnyugati csoport körébe tartozik Thaiföld nemzeti nyelve, a thai és Laosz hivatalos nyelve, a lao. A thai nyelvet leggyakrabban latinosan h-betűvel írják, a nyelvcsoportét h nélkül. Ebbe a délnyugati alcsoportba tartozik az áhom is az indiai Asszám államban.

## Fordítás
- Ez a szócikk részben vagy egészben  a   Kam-Tai-Sprachen című német Wikipédia-szócikk fordításán alapul.  Az eredeti cikk szerkesztőit annak laptörténete sorolja fel. Ez a jelzés csupán a megfogalmazás eredetét és a szerzői jogokat jelzi, nem szolgál a cikkben szereplő információk forrásmegjelöléseként.
- Ez a szócikk részben vagy egészben  a   Tai languages című angol Wikipédia-szócikk fordításán alapul.  Az eredeti cikk szerkesztőit annak laptörténete sorolja fel. Ez a jelzés csupán a megfogalmazás eredetét és a szerzői jogokat jelzi, nem szolgál a cikkben szereplő információk forrásmegjelöléseként.